# Leucochrysa sulcata
Leucochrysa sulcata är en insektsart som först beskrevs av Navás 1921.  Leucochrysa sulcata ingår i släktet Leucochrysa och familjen guldögonsländor. Inga underarter finns listade i Catalogue of Life.